# Moulandi
Moulandi (ou Moulandji) est une localité du Cameroun située dans l'arrondissement de Ndoukoula, le département du Diamaré et la région de l’Extrême-Nord. Elle fait partie du canton de Ndoukoula.

## Population
En 1975, Moulandi I comptait 565 habitants, 224 Peuls et 341 Guiziga ; Moulandi II en comptait 123, des Guiziga.
Lors du recensement de 2005, on a dénombré 864 personnes à Moulandi.